# Ejderstedfrisisk
Ejderstedfrisisk var en nordfrisisk dialekt, der blev talt på halvøen Ejdersted i Nordfrisland i det sydvestlige Slesvig / Sønderjylland. Dialekten har sit udspring i frisiske tilvandrere, som bosatte sig på de højtliggende dele af området omkring år 800. Det antages, at området dengang bestod af de mere eller mindre sammenhængende øer Holm (omkring Tating), Hever (omkring Vesterhever), Everschop (omkring Garding) og selve Ejdersted (omkring Tønning), som senere voksede sammen til den nuværende halvø. Ejderstedfrisisk var den sydligste nordfrisiske dialekt. Det ejderstedfrisiske dialektområde grænsede i syd op til tysk, i øst til dansk og i nord til de øvrige nordfrisiske dialekter. I løbet af 1700-tallet blev det ejderstedske nordfrisisk dog afløst af nedertysk og senere af højtysk (standardtysk). Halvøens frisiske dialekt blev dermed til substrat til det efterfølgende ejderstedske tysk. Sprogskiftet skyldtes blandt andet nederlandske tilflyttere i 1500-tallet og den dominerende indflydelse af tysk. Endnu i 1636 berettede den nordfrisiske kronist Peter Sax, at der blev talt frisisk på halvøen. Derimod oplyste den slesvigske filosof Johan Nicolai Tetens 1770, at halvøens nordfrisiske dialekt nu var blevet afløst af tysk . Længst holdt nordfrisisk sig i Ejdersteds vestlige del. Måske var der en sproglig-kulturel forbindelse med Helgoland . Ejderstedfrisisk tilhørte sandsynligvis den øfrisiske dialektgruppe.
Den ejderstedfrisiske dialekt er bevaret i en del stednavne og i enkelte reliktord i retsskrifter fra middelalderen. I en retsskrift fra 1426 findes f.x. ordet sebbe for slægtskab.
På halvøen tales nu overvejende standardtysk, men også nedertysk og sydslesvigdansk.